# Patagioenas plumbea
Patagioenas plumbea là một loài chim trong họ Columbidae.